# Belén Toimil
María Belén Toimil Fernández (Mugardos, La Coruña, 5 de mayo de 1994) es una atleta española especializada en lanzamiento de peso. Desde el 29 de junio de 2021 posee el récord de España de su especialidad con 18,80 metros, conseguido en Castellón.

## Trayectoria deportiva
Belén Toimil empezó a obtener éxitos nacionales ya en categoría sub-16, siendo varias veces campeona de España en categorías inferiores tanto el lanzamiento de disco como en peso, especialidad esta última en la que terminó concentrándose.
En octubre de 2019, tras algunos años estancada (17,38 m como mejor marca desde 2017), empezó a trabajar con una nutricionista que le llevó a perder 20 kg de peso, además de empezar a entrenar la técnica rotatoria de lanzamiento. Estos cambios la llevaron a ganar su primer campeonato de España en 2020.
Su progresión continuó durante la temporada invernal de 2021, en la que mejoró ostensiblemente su marca hasta acercarse a solo 8 cm del récord de España en pista cubierta en febrero de 2021. Poco después ganó también su primer campeonato de España en pista cubierta. Sus marcas le permitieron participar en el Campeonato de Europa donde, en el primer lanzamiento de la calificación, consiguió un lanzamiento de 18,64 m, nuevo récord de España (tanto en pista cubierta como absoluto) y mínima olímpica, con el que además se clasificó directamente para la final. En la final volvió a conseguir un lanzamiento por encima del antiguo récord de España y acabó en la séptima plaza con 18,01 m.
Al aire libre repitió su victoria en el Campeonato de España y unos días después volvió a batir su récord de España con un lanzamiento de 18,80 m en el mitin de Castellón. Sin embargo, en los Juegos Olímpicos no consiguió repetir sus marcas y quedó fuera de la final.
En 2022 renunció a participar en el Campeonato Mundial en Pista Cubierta debido a una lesión. Al aire libre sí acudió al Mundial de Oregón, pero volvió a quedar fuera de la final. Un mes más tarde, en cambio, consiguió alcanzar la final del Campeonato de Europa, donde fue décima.
En 2023 volvió a participar en el europeo en pista cubierta, pero no logró clasificarse para la final.
En 2024 volvió a acercarse a sus marcas de 2021 y fue quinta en el Campeonato de Europa. En los Juegos Olímpicos, en cambio, no pudo acceder a la final.
Empezó el 2025 con una medalla de bronce en lanzamiento de peso en la Copa de Europa de lanzamientos. En verano participó en el Campeonato de Europa por Equipos, consiguiendo la quinta plaza en su prueba.

## Competiciones internacionales
| Representando a España \| Año \| Competición \| Sede \| Puesto \| Prueba \| Marca \| \| ---- \| ------------------------------------ \| --------------- \| ---------------- \| ------ \| ------------ \| \| 2011 \| Campeonato Mundial Juvenil \| Lille \| 19.ª (calif.) \| Peso \| 12.87 m \| \| 2011 \| Campeonato Mundial Juvenil \| Lille \| 22.ª (calif.) \| Disco \| 44.21 m \| \| 2012 \| Campeonato Mundial Junior \| Barcelona \| 12.ª \| Peso \| 14.29 m \| \| 2012 \| Campeonato Mundial Junior \| Barcelona \| 20.ª (calif.) \| Disco \| 45.83 m \| \| 2013 \| Campeonato Europeo Junior \| Rieti \| 4.ª \| Peso \| 15.82 m \| \| 2013 \| Campeonato Europeo Junior \| Rieti \| 5.ª \| Disco \| 50.15 m \| \| 2015 \| Campeonato Europeo Sub-23 \| Tallin \| 10.ª \| Peso \| 15.66 m \| \| 2016 \| Campeonato Europeo \| Ámsterdam \| 21.ª (calif.) \| Peso \| 16.00 m \| \| 2017 \| Campeonato Mundial \| Londres \| 26.ª (calif.) \| Peso \| 16.38 m \| \| 2021 \| Campeonato Europeo en Pista Cubierta \| Toruń \| 7.ª \| Peso \| 18.01 m[n 1] \| \| 2021 \| Campeonato Europeo por Equipos \| Chorzów \| 5.ª \| Peso \| 17.07 m \| \| 2021 \| Juegos Olímpicos \| Tokio \| 23.ª (calif.) \| Peso \| 17.38 m \| \| 2022 \| Campeonato Iberoamericano \| La Nucía \| Medalla de plata \| Peso \| 17.85 m \| \| 2022 \| Campeonato Mundial \| Eugene (Oregón) \| 21.ª (calif.) \| Peso \| 17.48 m \| \| 2022 \| Campeonato Europeo \| Múnich \| 10.ª \| Peso \| 17.86 m \| \| 2023 \| Campeonato Europeo en Pista Cubierta \| Estambul \| 13.ª (calif.) \| Peso \| 16.88 m \| \| 2023 \| Juegos Europeos \| Chorzów \| 12.ª \| Peso \| 15.32 m \| \| 2024 \| Campeonato Europeo \| Roma \| 5.ª \| Peso \| 18.43 m \| \| 2024 \| Juegos Olímpicos \| París \| 25.ª (calif.) \| Peso \| 16.83 m \| \| 2025 \| Campeonato Europeo por Equipos \| Madrid \| 5.ª \| Peso \| 17.61 m \| | Representando a España \| Año \| Competición \| Sede \| Puesto \| Prueba \| Marca \| \| ---- \| ------------------------------------ \| --------------- \| ---------------- \| ------ \| ------------ \| \| 2011 \| Campeonato Mundial Juvenil \| Lille \| 19.ª (calif.) \| Peso \| 12.87 m \| \| 2011 \| Campeonato Mundial Juvenil \| Lille \| 22.ª (calif.) \| Disco \| 44.21 m \| \| 2012 \| Campeonato Mundial Junior \| Barcelona \| 12.ª \| Peso \| 14.29 m \| \| 2012 \| Campeonato Mundial Junior \| Barcelona \| 20.ª (calif.) \| Disco \| 45.83 m \| \| 2013 \| Campeonato Europeo Junior \| Rieti \| 4.ª \| Peso \| 15.82 m \| \| 2013 \| Campeonato Europeo Junior \| Rieti \| 5.ª \| Disco \| 50.15 m \| \| 2015 \| Campeonato Europeo Sub-23 \| Tallin \| 10.ª \| Peso \| 15.66 m \| \| 2016 \| Campeonato Europeo \| Ámsterdam \| 21.ª (calif.) \| Peso \| 16.00 m \| \| 2017 \| Campeonato Mundial \| Londres \| 26.ª (calif.) \| Peso \| 16.38 m \| \| 2021 \| Campeonato Europeo en Pista Cubierta \| Toruń \| 7.ª \| Peso \| 18.01 m[n 1] \| \| 2021 \| Campeonato Europeo por Equipos \| Chorzów \| 5.ª \| Peso \| 17.07 m \| \| 2021 \| Juegos Olímpicos \| Tokio \| 23.ª (calif.) \| Peso \| 17.38 m \| \| 2022 \| Campeonato Iberoamericano \| La Nucía \| Medalla de plata \| Peso \| 17.85 m \| \| 2022 \| Campeonato Mundial \| Eugene (Oregón) \| 21.ª (calif.) \| Peso \| 17.48 m \| \| 2022 \| Campeonato Europeo \| Múnich \| 10.ª \| Peso \| 17.86 m \| \| 2023 \| Campeonato Europeo en Pista Cubierta \| Estambul \| 13.ª (calif.) \| Peso \| 16.88 m \| \| 2023 \| Juegos Europeos \| Chorzów \| 12.ª \| Peso \| 15.32 m \| \| 2024 \| Campeonato Europeo \| Roma \| 5.ª \| Peso \| 18.43 m \| \| 2024 \| Juegos Olímpicos \| París \| 25.ª (calif.) \| Peso \| 16.83 m \| \| 2025 \| Campeonato Europeo por Equipos \| Madrid \| 5.ª \| Peso \| 17.61 m \| | Representando a España \| Año \| Competición \| Sede \| Puesto \| Prueba \| Marca \| \| ---- \| ------------------------------------ \| --------------- \| ---------------- \| ------ \| ------------ \| \| 2011 \| Campeonato Mundial Juvenil \| Lille \| 19.ª (calif.) \| Peso \| 12.87 m \| \| 2011 \| Campeonato Mundial Juvenil \| Lille \| 22.ª (calif.) \| Disco \| 44.21 m \| \| 2012 \| Campeonato Mundial Junior \| Barcelona \| 12.ª \| Peso \| 14.29 m \| \| 2012 \| Campeonato Mundial Junior \| Barcelona \| 20.ª (calif.) \| Disco \| 45.83 m \| \| 2013 \| Campeonato Europeo Junior \| Rieti \| 4.ª \| Peso \| 15.82 m \| \| 2013 \| Campeonato Europeo Junior \| Rieti \| 5.ª \| Disco \| 50.15 m \| \| 2015 \| Campeonato Europeo Sub-23 \| Tallin \| 10.ª \| Peso \| 15.66 m \| \| 2016 \| Campeonato Europeo \| Ámsterdam \| 21.ª (calif.) \| Peso \| 16.00 m \| \| 2017 \| Campeonato Mundial \| Londres \| 26.ª (calif.) \| Peso \| 16.38 m \| \| 2021 \| Campeonato Europeo en Pista Cubierta \| Toruń \| 7.ª \| Peso \| 18.01 m[n 1] \| \| 2021 \| Campeonato Europeo por Equipos \| Chorzów \| 5.ª \| Peso \| 17.07 m \| \| 2021 \| Juegos Olímpicos \| Tokio \| 23.ª (calif.) \| Peso \| 17.38 m \| \| 2022 \| Campeonato Iberoamericano \| La Nucía \| Medalla de plata \| Peso \| 17.85 m \| \| 2022 \| Campeonato Mundial \| Eugene (Oregón) \| 21.ª (calif.) \| Peso \| 17.48 m \| \| 2022 \| Campeonato Europeo \| Múnich \| 10.ª \| Peso \| 17.86 m \| \| 2023 \| Campeonato Europeo en Pista Cubierta \| Estambul \| 13.ª (calif.) \| Peso \| 16.88 m \| \| 2023 \| Juegos Europeos \| Chorzów \| 12.ª \| Peso \| 15.32 m \| \| 2024 \| Campeonato Europeo \| Roma \| 5.ª \| Peso \| 18.43 m \| \| 2024 \| Juegos Olímpicos \| París \| 25.ª (calif.) \| Peso \| 16.83 m \| \| 2025 \| Campeonato Europeo por Equipos \| Madrid \| 5.ª \| Peso \| 17.61 m \| | Representando a España \| Año \| Competición \| Sede \| Puesto \| Prueba \| Marca \| \| ---- \| ------------------------------------ \| --------------- \| ---------------- \| ------ \| ------------ \| \| 2011 \| Campeonato Mundial Juvenil \| Lille \| 19.ª (calif.) \| Peso \| 12.87 m \| \| 2011 \| Campeonato Mundial Juvenil \| Lille \| 22.ª (calif.) \| Disco \| 44.21 m \| \| 2012 \| Campeonato Mundial Junior \| Barcelona \| 12.ª \| Peso \| 14.29 m \| \| 2012 \| Campeonato Mundial Junior \| Barcelona \| 20.ª (calif.) \| Disco \| 45.83 m \| \| 2013 \| Campeonato Europeo Junior \| Rieti \| 4.ª \| Peso \| 15.82 m \| \| 2013 \| Campeonato Europeo Junior \| Rieti \| 5.ª \| Disco \| 50.15 m \| \| 2015 \| Campeonato Europeo Sub-23 \| Tallin \| 10.ª \| Peso \| 15.66 m \| \| 2016 \| Campeonato Europeo \| Ámsterdam \| 21.ª (calif.) \| Peso \| 16.00 m \| \| 2017 \| Campeonato Mundial \| Londres \| 26.ª (calif.) \| Peso \| 16.38 m \| \| 2021 \| Campeonato Europeo en Pista Cubierta \| Toruń \| 7.ª \| Peso \| 18.01 m[n 1] \| \| 2021 \| Campeonato Europeo por Equipos \| Chorzów \| 5.ª \| Peso \| 17.07 m \| \| 2021 \| Juegos Olímpicos \| Tokio \| 23.ª (calif.) \| Peso \| 17.38 m \| \| 2022 \| Campeonato Iberoamericano \| La Nucía \| Medalla de plata \| Peso \| 17.85 m \| \| 2022 \| Campeonato Mundial \| Eugene (Oregón) \| 21.ª (calif.) \| Peso \| 17.48 m \| \| 2022 \| Campeonato Europeo \| Múnich \| 10.ª \| Peso \| 17.86 m \| \| 2023 \| Campeonato Europeo en Pista Cubierta \| Estambul \| 13.ª (calif.) \| Peso \| 16.88 m \| \| 2023 \| Juegos Europeos \| Chorzów \| 12.ª \| Peso \| 15.32 m \| \| 2024 \| Campeonato Europeo \| Roma \| 5.ª \| Peso \| 18.43 m \| \| 2024 \| Juegos Olímpicos \| París \| 25.ª (calif.) \| Peso \| 16.83 m \| \| 2025 \| Campeonato Europeo por Equipos \| Madrid \| 5.ª \| Peso \| 17.61 m \| | Representando a España \| Año \| Competición \| Sede \| Puesto \| Prueba \| Marca \| \| ---- \| ------------------------------------ \| --------------- \| ---------------- \| ------ \| ------------ \| \| 2011 \| Campeonato Mundial Juvenil \| Lille \| 19.ª (calif.) \| Peso \| 12.87 m \| \| 2011 \| Campeonato Mundial Juvenil \| Lille \| 22.ª (calif.) \| Disco \| 44.21 m \| \| 2012 \| Campeonato Mundial Junior \| Barcelona \| 12.ª \| Peso \| 14.29 m \| \| 2012 \| Campeonato Mundial Junior \| Barcelona \| 20.ª (calif.) \| Disco \| 45.83 m \| \| 2013 \| Campeonato Europeo Junior \| Rieti \| 4.ª \| Peso \| 15.82 m \| \| 2013 \| Campeonato Europeo Junior \| Rieti \| 5.ª \| Disco \| 50.15 m \| \| 2015 \| Campeonato Europeo Sub-23 \| Tallin \| 10.ª \| Peso \| 15.66 m \| \| 2016 \| Campeonato Europeo \| Ámsterdam \| 21.ª (calif.) \| Peso \| 16.00 m \| \| 2017 \| Campeonato Mundial \| Londres \| 26.ª (calif.) \| Peso \| 16.38 m \| \| 2021 \| Campeonato Europeo en Pista Cubierta \| Toruń \| 7.ª \| Peso \| 18.01 m[n 1] \| \| 2021 \| Campeonato Europeo por Equipos \| Chorzów \| 5.ª \| Peso \| 17.07 m \| \| 2021 \| Juegos Olímpicos \| Tokio \| 23.ª (calif.) \| Peso \| 17.38 m \| \| 2022 \| Campeonato Iberoamericano \| La Nucía \| Medalla de plata \| Peso \| 17.85 m \| \| 2022 \| Campeonato Mundial \| Eugene (Oregón) \| 21.ª (calif.) \| Peso \| 17.48 m \| \| 2022 \| Campeonato Europeo \| Múnich \| 10.ª \| Peso \| 17.86 m \| \| 2023 \| Campeonato Europeo en Pista Cubierta \| Estambul \| 13.ª (calif.) \| Peso \| 16.88 m \| \| 2023 \| Juegos Europeos \| Chorzów \| 12.ª \| Peso \| 15.32 m \| \| 2024 \| Campeonato Europeo \| Roma \| 5.ª \| Peso \| 18.43 m \| \| 2024 \| Juegos Olímpicos \| París \| 25.ª (calif.) \| Peso \| 16.83 m \| \| 2025 \| Campeonato Europeo por Equipos \| Madrid \| 5.ª \| Peso \| 17.61 m \| | Representando a España \| Año \| Competición \| Sede \| Puesto \| Prueba \| Marca \| \| ---- \| ------------------------------------ \| --------------- \| ---------------- \| ------ \| ------------ \| \| 2011 \| Campeonato Mundial Juvenil \| Lille \| 19.ª (calif.) \| Peso \| 12.87 m \| \| 2011 \| Campeonato Mundial Juvenil \| Lille \| 22.ª (calif.) \| Disco \| 44.21 m \| \| 2012 \| Campeonato Mundial Junior \| Barcelona \| 12.ª \| Peso \| 14.29 m \| \| 2012 \| Campeonato Mundial Junior \| Barcelona \| 20.ª (calif.) \| Disco \| 45.83 m \| \| 2013 \| Campeonato Europeo Junior \| Rieti \| 4.ª \| Peso \| 15.82 m \| \| 2013 \| Campeonato Europeo Junior \| Rieti \| 5.ª \| Disco \| 50.15 m \| \| 2015 \| Campeonato Europeo Sub-23 \| Tallin \| 10.ª \| Peso \| 15.66 m \| \| 2016 \| Campeonato Europeo \| Ámsterdam \| 21.ª (calif.) \| Peso \| 16.00 m \| \| 2017 \| Campeonato Mundial \| Londres \| 26.ª (calif.) \| Peso \| 16.38 m \| \| 2021 \| Campeonato Europeo en Pista Cubierta \| Toruń \| 7.ª \| Peso \| 18.01 m[n 1] \| \| 2021 \| Campeonato Europeo por Equipos \| Chorzów \| 5.ª \| Peso \| 17.07 m \| \| 2021 \| Juegos Olímpicos \| Tokio \| 23.ª (calif.) \| Peso \| 17.38 m \| \| 2022 \| Campeonato Iberoamericano \| La Nucía \| Medalla de plata \| Peso \| 17.85 m \| \| 2022 \| Campeonato Mundial \| Eugene (Oregón) \| 21.ª (calif.) \| Peso \| 17.48 m \| \| 2022 \| Campeonato Europeo \| Múnich \| 10.ª \| Peso \| 17.86 m \| \| 2023 \| Campeonato Europeo en Pista Cubierta \| Estambul \| 13.ª (calif.) \| Peso \| 16.88 m \| \| 2023 \| Juegos Europeos \| Chorzów \| 12.ª \| Peso \| 15.32 m \| \| 2024 \| Campeonato Europeo \| Roma \| 5.ª \| Peso \| 18.43 m \| \| 2024 \| Juegos Olímpicos \| París \| 25.ª (calif.) \| Peso \| 16.83 m \| \| 2025 \| Campeonato Europeo por Equipos \| Madrid \| 5.ª \| Peso \| 17.61 m \| |
| Año | Competición | Sede | Puesto | Prueba | Marca |
| --- | --- | --- | --- | --- | --- |
| 2011 | Campeonato Mundial Juvenil | Lille | 19.ª (calif.) | Peso | 12.87 m |
| 2011 | Campeonato Mundial Juvenil | Lille | 22.ª (calif.) | Disco | 44.21 m |
| 2012 | Campeonato Mundial Junior | Barcelona | 12.ª | Peso | 14.29 m |
| 2012 | Campeonato Mundial Junior | Barcelona | 20.ª (calif.) | Disco | 45.83 m |
| 2013 | Campeonato Europeo Junior | Rieti | 4.ª | Peso | 15.82 m |
| 2013 | Campeonato Europeo Junior | Rieti | 5.ª | Disco | 50.15 m |
| 2015 | Campeonato Europeo Sub-23 | Tallin | 10.ª | Peso | 15.66 m |
| 2016 | Campeonato Europeo | Ámsterdam | 21.ª (calif.) | Peso | 16.00 m |
| 2017 | Campeonato Mundial | Londres | 26.ª (calif.) | Peso | 16.38 m |
| 2021 | Campeonato Europeo en Pista Cubierta | Toruń | 7.ª | Peso | 18.01 m |
| 2021 | Campeonato Europeo por Equipos | Chorzów | 5.ª | Peso | 17.07 m |
| 2021 | Juegos Olímpicos | Tokio | 23.ª (calif.) | Peso | 17.38 m |
| 2022 | Campeonato Iberoamericano | La Nucía | Medalla de plata | Peso | 17.85 m |
| 2022 | Campeonato Mundial | Eugene (Oregón) | 21.ª (calif.) | Peso | 17.48 m |
| 2022 | Campeonato Europeo | Múnich | 10.ª | Peso | 17.86 m |
| 2023 | Campeonato Europeo en Pista Cubierta | Estambul | 13.ª (calif.) | Peso | 16.88 m |
| 2023 | Juegos Europeos | Chorzów | 12.ª | Peso | 15.32 m |
| 2024 | Campeonato Europeo | Roma | 5.ª | Peso | 18.43 m |
| 2024 | Juegos Olímpicos | París | 25.ª (calif.) | Peso | 16.83 m |
| 2025 | Campeonato Europeo por Equipos | Madrid | 5.ª | Peso | 17.61 m |

1. ↑  18.64 m en la calificación.

## Campeonatos de España
- Campeona de España de peso (2020, 2021)
- Campeona de España de peso en pista cubierta (2021)
- Campeona de España sub-23 de peso (2014, 2015, 2016)
- Campeona de España sub-23 de disco (2014)
- Campeona de España sub-23 de peso en pista cubierta (2015, 2016)
- Campeona de España sub-20 de peso (2012, 2013)
- Campeona de España sub-20 de disco (2012)
- Campeona de España sub-20 de peso en pista cubierta (2012, 2013)
- Campeona de España sub-18 de peso (2010, 2011)
- Campeona de España sub-18 de disco (2010, 2011)
- Campeona de España sub-18 de peso en pista cubierta (2010, 2011)
- Campeona de España sub-16 de disco (2009)
- Campeona de España sub-16 de peso (2009)